# Tmarus dejectus
Tmarus dejectus là một loài nhện trong họ Thomisidae.
Loài này thuộc chi Tmarus. Tmarus dejectus được Octavius Pickard-Cambridge miêu tả năm 1885.